# Histampica umbonata
Histampica umbonata is een slangster uit de familie Ophiactidae.
De wetenschappelijke naam van de soort werd in 1915 gepubliceerd door Matsumoto.